# Hammarby socken, Södermanland
Hammarby socken i Södermanland ingick i Österrekarne härad och är sedan 1971 en del av Eskilstuna kommun, från 2016 inom Kafjärdens distrikt.
Socknens areal är 10,19 kvadratkilometer, varav 10,16 land. År 1948 fanns här 258 invånare. Orten Lövhulta samt kyrkbyn Hammarby med sockenkyrkan Hammarby kyrka ligger i socknen.  

## Administrativ historik
Hammarby socken har medeltida ursprung. 
Vid kommunreformen 1862 övergick socknens ansvar för de kyrkliga frågorna till Hammarby församling och för de borgerliga frågorna till Hammarby landskommun. Landskommunen inkorporerades 1952 i Kafjärdens landskommun som 1971 uppgick i Eskilstuna kommun. Församlingen uppgick 1995 i Kafjärdens församling.
1 januari 2016 inrättades distriktet Kafjärden, med samma omfattning som Kafjärdens församling fick 1995, och vari detta sockenområde ingår.
Socknen har tillhört län, fögderier, tingslag och domsagor enligt vad som beskrivs i artikeln Österrekarne härad.  De indelta soldaterna tillhörde Södermanlands regemente, Väster Rekarne kompani.

## Geografi
Hammarby socken ligger nordost om Eskilstuna. Socknen är en odlingsbygd med viss skog i söder.

## Fornlämningar
Från bronsåldern finns spridda gravrösen och stensättningar. Från järnåldern finns cirka 30 gravfält med en skeppssättning och stensträngar. Sju runristningar har påträffats.

## Namnet
Namnet (1379 Hamarby) kommer från kyrkbyn. Förleden innehåller hammar, 'stenig höjd, stenbacke' syftande på en höjd vid kyrkan. efterleden är by, 'gård; by'.